# Оразмухамедов Ораз Назарович
Ораз Назарович Оразмухамедов (15 травня 1928, село Карадамак Ашхабадського району, тепер Ахалського велаяту, Туркменістан) — радянський туркменський державний діяч, залізничник, голова Ради міністрів і міністр закордонних справ Туркменської РСР. Член ЦК КП Туркменії в 1961—1976. Член Бюро ЦК КП Туркменії в 1962—1964 і 1966—1975 роках. Кандидат у члени ЦК КПРС у 1971—1976 роках. Депутат Верховної Ради Туркменської РСР. Депутат Верховної Ради СРСР 8—9-го скликань.

## Життєпис
Народився в селянській родині в селі Карадамак Ашхабадського район (за іншими даними — в місті Мерв (Мари)) Туркменської РСР.
У 1943—1944 роках — кіномеханік кінотеатру «Родина» міста Мари. У 1944—1945 роках — секретар-обліковець колгоспного ринку міста Мари.
У 1945 році — курсант дорожньої технічної школи в місті Ашхабаді. З 1945 року — слюсар, помічник машиніста локомотивного депо Ашхабадської залізниці. З 1946 року — курсант школи машиністів у місті Ашхабаді.
У 1947—1948 роках — помічник машиніста, машиніст локомотивного депо станції Мари Ашхабадської залізниці.
Член ВКП(б) з 1948 року.
У 1948—1949 роках — інструктор політичного відділу по комсомолу, заступник начальника дистанції колії Марийського відділення Ашхабадської залізниці.
У 1949—1951 роках — слухач середньотехнічних курсів при Ташкентському інституті інженерів залізничного транспорту.
У 1951—1952 роках — інструктор політичного відділу Марийського відділення Ашхабадської залізниці, машиніст-інструктор локомотивного депо.
У 1952—1954 роках — голова районного комітету профспілки залізничників Марийського відділення Ашхабадської залізниці.
У 1954—1956 роках — заступник начальника Красноводського відділення Ашхабадської залізниці з безпеки руху поїздів; заступник начальника Марийського відділення Ашхабадської залізниці з безпеки руху поїздів.
У 1956—1959 роках — студент Ташкентського інституту інженерів залізничного транспорту.
У 1959—1961 роках — завідувач промислово-транспортного відділу Марийського обласного комітету КП Туркменії.
У квітні 1961 — вересні 1966 року — заступник голови Ради міністрів Туркменської РСР.
23 вересня 1966 — 24 грудня 1969 року — секретар ЦК КП Туркменії.
25 грудня 1969 — 17 грудня 1975 року — голова Ради міністрів Туркменської РСР.
Одночасно 25 грудня 1969 — 17 грудня 1975 року — міністр закордонних справ Туркменської РСР.
З 1976 року — начальник локомотивного відділу — заступник начальника Ашхабадського відділення Середньоазіатської залізниці.
Потім — на пенсії.

## Нагороди
- два ордени Леніна
- орден Трудового Червоного Прапора
- медалі